# Jaboree Williams
Jaboree Williams (Deerfield Beach, 29 gennaio 1996) è un giocatore di football americano statunitense che gioca come linebacker per i Panasonic Impulse.
Dopo aver giocato per la squadra universitaria dei Wake Forest Demon Deacons ha firmato nel 2018 con i Philadelphia Eagles; tagliato alla fine della preseason, ha tentato l'accesso in AAF e in XFL, ma entrambe le leghe hanno chiuso poco dopo il suo ingresso; nel 2020 è entrato nel roster degli Oakland Panthers di IFL, ma la stagione è stata annullata per via della pandemia di COVID-19. È quindi passato ai giapponesi Panasonic Impulse.